# Carlton Guyton
Carlton Eugene Guyton (* 7. August 1990) ist ein US-amerikanischer Basketballspieler.

## Laufbahn
Guyton spielte als Jugendlicher Basketball an der Rich South High School im Süden von Chicago, ab 2008 gehörte er zur Mannschaft des Mineral Area College im US-Bundesstaat Missouri. In seiner zweiten Saison dort erzielte er im Durchschnitt 15 Punkte, verteilte 3,7 Korbvorlagen, holte 5,1 Rebounds und verbuchte 1,3 Ballgewinne je Begegnung. Guyton, der den Spitznamen „Scootie“ trägt, wechselte 2010 an die zur ersten NCAA-Division zählenden Kent State University in den Bundesstaat Ohio. Der sich durch seine Vielseitigkeit auszeichnende Spieler, der auf den Positionen eins bis drei zum Einsatz kommen kann, stand bis 2012 in 65 Partien für Kent State auf dem Feld, wobei er 44 Mal zur Anfangsaufstellung gehörte. Er erzielte Mittelwerte von 11,2 Punkten, drei Korbvorbereitungen sowie 3,3 Rebounds je Einsatz.
Guyton, der im Hauptfach Erziehungswissenschaften studierte, entschied sich zum Schritt ins Profilager, im November 2012 sicherten sich die Erie BayHawks seine Rechte beim Draft-Verfahren der NBA Development League. Knapp zwei Wochen später wurde Guyton aus dem Aufgebot der BayHawks gestrichen, er wechselte daraufhin zu den Stockholm Eagles in die erste schwedische Liga. Dort wurde er in 17 Spielen eingesetzt und erzielte im Mittel 10,1 Punkte sowie vier Korbvorlagen und 2,9 Rebounds je Partie.
In der Sommerpause 2013 nahm Guyton an einem Basketballturnier in China teil, dort fiel er Ralph Junge (damals Trainer des deutschen Zweitligisten Ehingen/Urspring) auf, der ihn für das Spieljahr 2013/14 unter Vertrag nahm. Nach einem Jahr wechselte er innerhalb der 2. Bundesliga ProA zu den Oettinger Rockets Gotha. Bei den Thüringern trug er als Leistungsträger in den Spielzeiten 2014/15 und 2015/16 jeweils zum Erreichen des Halbfinals bei, seine Auftritte machten auch beim Bundesligisten Basketball Löwen Braunschweig Eindruck, der den US-Amerikaner im Juni 2016 unter Vertrag nahm. In der Bundesliga-Saison 2016/17 stand Guyton in 25 Ligaspielen für die Niedersachsen auf dem Feld und erzielte im Durchschnitt 11,2 Punkte, 3,1 Rebounds und bereitete 2,3 Korberfolge seiner Mannschaftskameraden vor. Seinen persönlichen Punkthöchstwerte in diesem Spieljahr erreichte er Mitte Dezember 2016 gegen Würzburg, als ihm 25 Punkte gelangen.
In der Saison 2017/18 gehörte Guyton zur Mannschaft des italienischen Zweitligavereins U.C.C. Piacenza. In 30 Partien der Punktrunde kam Guyton auf Mittelwerte von 15,9 Punkten, 3,8 Rebounds sowie 2,7 Korbvorlagen je Begegnung. Im Vorfeld der Saison 2018/19 wurde er vom griechischen Erstligisten AGO Rethymnou verpflichtet. Er bestritt vier Spiele für die Mannschaft von der Insel Kreta und erzielte im Mittel 7,3 Punkte pro Begegnung. Im Oktober 2018 kam es zur Trennung, Ende Dezember 2018 nahm der deutsche Zweitligist Hamburg Towers den US-Amerikaner unter Vertrag. Mit den Hamburgern schaffte er im Frühjahr 2019 als Meister der 2. Bundesliga ProA den Aufstieg in die Bundesliga. Guyton hatte daran großen Anteil, als er im fünften und letzten Halbfinalduell mit Chemnitz 28 Punkte erzielte und somit erheblich zum Finaleinzug beitrug, der den Aufstieg bedeutete. Insgesamt kam er für die Hanseaten in der Aufstiegssaison auf einen Punkteschnitt von 8,7 je Begegnung.
In der Sommerpause 2019 wechselte Guyton zum ungarischen Erstligisten Alba Fehérvár in die Stadt Székesfehérvár. Dort blieb er zwei Jahre, 2021 wechselte er innerhalb Ungarns zu ZTE KK. Zu Jahresanfang 2022 wurde Guyton vom französischen Zweitligisten Béliers de Quimper als zeitweiliger Ersatz für einen verletzten Spieler verpflichtet und blieb bis März 2022.
In der Sommerpause 2022 wurde Guyton vom deutschen Zweitligisten Medipolis SC Jena unter Vertrag genommen. 2023 wechselte er nach Argentinien zum Obera TC. Anfang September 2024 ging er nach Uruguay zum Club Malvín.